# Lemon Popsicle

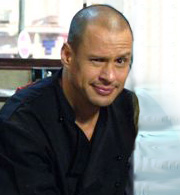
Jonathan Sagall interpretó el papel de Bobby.

Lemon Popsicle (Barquillo de limón y Chicle caliente en Hispanoamérica; Polo de limón en España; אסקימו לימון en hebreo) es una película israelí filmada en 1978 y dirigida por Boaz Davidson que inició una serie de secuelas. Este filme de culto es una comedia sexual de adolescentes ambientada en el Israel de la década de 1950. Fue lanzada por los productores Menahem Golan y Yoram Globus a través de los estudios cinematográficos Noah Films. Su argumento fue tomado en 1982 para desarrollar la película The Last American Virgin (1982), dirigida al público adulto. Se considera que Lemon Popsicle fue predecesora de muchas famosas comedias sexuales de adolescentes y estudiantes tales como Porky's (1982). Es de las pocas películas israelíes que han alcanzado fama mundial, y esto le sirvió para representar a Israel en el Festival Internacional de Cine de Berlín en 1978.

## Trama
La historia comienza en el verano de 1958. Benji (Bentzi en la versión hebrea, interpretado por Yeftah Katzur), Bobby (Momoo en la versión hebrea, interpretado por Jonathan Sagall) y Huey (Yodla en la versión hebrea, interpretado por Zachi Noy) son tres adolescentes de la ciudad de Tel Aviv a finales de los años 1950, que estudian en el instituto Shalva Gymnasium y pasan el tiempo, entre otras cosas, en la heladería Montana.
A su clase se une una hermosa chica nueva llamada Niki (Nili en la versión hebrea, interpretada por Anat Atzmon), quien llama la atención de Benji. En la fiesta del viernes en casa de Huey, Benji ve a Niki bailando con Bobby, y Huey le dice que si ella está con Bobby, no tiene oportunidad con ella. Al enterarse de que Niki es virgen, Bobby alardea ante sus amigos de que la seducirá para luego dejarla, lo que desanima a Benji. Sin embargo, Benji depende demasiado de sus amigos y se muestra reacio a arruinar su amistad, por lo que no advierte a Niki sobre las intenciones de Bobby, y debe observar cómo Bobby y Niki comienzan a salir juntos. Frustrado, Benji bebe una botella entera de vino y se emborracha, por lo que Huey debe llevarlo a casa. Al día siguiente, Benji va a trabajar vendiendo hielo, hasta que una clienta llama al dueño del negocio desde la ventana para que le envíe a Benji con el hielo. Resulta que la mujer (Ophelia Strahl) es una olá mayor llamada Stella e intenta seducir a Benji, pero él le dice que debe volver al trabajo y que la visitará luego. Benji llama a Bobby y a Huey para que lo acompañen a la casa de la mujer. Allí, después de beber whisky y bailar, entran a su habitación uno por uno y tienen relaciones con ella. Cuando le toca a Benji, un amigo de Stella, Johnny el Marinero, entra al apartamento. Bobby y Benji logran escapar, pero Huey, que intentó llevarse su ropa, es golpeado y finalmente huye de la casa en ropa interior.
Días después, Bobby le pide a Benji las llaves del apartamento de su abuela para llevar allí a Niki, y Benji le dice que las conseguirá. Esa noche, cuando los tres se encuentran en la heladería, Benji dice que su madre escondió las llaves. Bobby desiste de pasar tiempo con Niki y va con los tres a ver a Ricki, la prostituta (Denise Bozaglou). Al día siguiente, los tres sienten picazón en la zona del pubis y resulta que contrajeron piojos púbicos de Ricky. Van a la farmacia y piden una pomada para este problema. Un día después, Benji se encuentra con Huey y un compañero de clase llamado Froi'ka, quien le cuenta que Bobby se fue con Niki a navegar por el río Yarkon y que están a punto de tener relaciones. Más tarde, esa noche, Bobby aparece en la heladería y le cuenta a Benji sobre su tiempo con Niki.
En la ceremonia de fin de año escolar, Benji ve a Niki discutiendo con Bobby y luego la ve salir del auditorio llorando. Afuera, ella le dice que está embarazada. Benji consuela a Niki y luego irrumpe en el gimnasio furioso, comenzando una pelea con Bobby. Benji lleva a Niki a hacerse un aborto y lo paga con su propio dinero. Vende su bicicleta, roba dinero de su madre y pide un préstamo a su jefe. Finalmente, lleva a Niki a vivir unos días con él en el apartamento de su abuela, ya que se supone que estarán en un campamento de verano con toda la clase. Benji le confiesa su amor a Niki y se besan. Ella lo invita a su fiesta de cumpleaños el próximo lunes y él confirma su asistencia. Benji le compra un precioso colgante de oro con un corazón y la inscripción  «Para Niki con amor». Cuando Benji llega a la fiesta, busca a Niki y la encuentra en la cocina, acurrucada con Bobby. Niki y Bobby notan al desconsolado Benji, y él abandona la fiesta con el corazón roto mientras suena la canción Mr. Lonely de Bobby Vinton.

## Secuelas

### Lemon Popsicle 2
Lemon Popsicle 2: Going Steady (1979) (Barquillo de Limón 2 en Hispanoamérica, En continuo movimiento en España). Bobby tiene como novia a Shelly, Benji a su vez conoce una chica llamada Tammy. Martha se hace novia de Huey para estar cerca de Benji y en una fiesta donde él se pelea con Tammy trata de seducirlo infructuosamente, cosa que es descubierta por Bobby. Shelly descubre a Bobby con otra chica y le reclama, Benji le recrimina su comportamiento lo que hace que hable del supuesto engaño de Martha contra Huey, lo cual enoja a Tammy. En una fiesta a la cual asiste Benji, Bobbu llega con Tammy y Huey en venganza dice que se fueron a la cama, lo cual hace que Benji acepte una cita con Shelly. A la mañana siguiente Huey confiesa que estaba mintiendo, lo que hace que Benji vuelva con Tammy.

### Lemon Popsicle 3
- Lemon Popsicle 3: Hot Bubblegum (1981) (Barquillo de Limón 3: El Chicle Caliente en Hispanoamérica, Chicle picante en España). Se une al trío Victor, quien participa en la corrrías de los chicos. Los White recibirán a la prima Frieda, quien alborotará a los hombres de la familia. Benji tiene una novia llamada Doris, pero la reaparición repentina de Nikki lo complica todo.

### Lemon Popsicle 4
- Lemon Popsicle 4: Private Popsicle (1982) (Barquillo de Limón 4 en Hispanoamérica, Caramelo de limón en España). Los chicos entran al ejército y se pondrán a las órdenes del enérgico sargento Ramírez, quien a la vez tiene por novia celosa a Marshmallow.Benji conoce a Reneé y le presume de ser capitán del ejército, sin embargo ella descubre su mentira y lo rechaza por lo que Bobby y Huey la convencen de que lo perdone.

### Lemon Popsicle 5
- Lemon Popsicle 5: Baby Love (1984) (Barquillo de Limón 5 en Hispanoamérica, Baby Love en España). Benji se enamora de Ginny, la hermana menor de Bobby, mientras este sale con Ruthie. Ginny le confiesa a Ruthie lo que siente por Benji y esta se lo dice a Bobby, lo que hace que él se enoje. Bobby los descubre juntos lo que confirma la noticia, lo que hace que terminen su relación cosa que entistece a Benji. Bobby luego piensa que está embarazada lo que complica más la situación y Benji trata de suicidarse arrojándose en una motocicleta a un precipicio, pero Bobby lo salva y confirman que Ginny no está embarazada.

### Lemon Popsicle 6
- Lemon Popsicle 6: Up Your Anchor (1985) (Barquillo de Limón 6: Regresan Los Chicles Calientes en Hispanoamérica, Cacao a bordo en España). Bobby se va de vacaciones a Estados Unidos. Huey tiene cita con Fatima, hija del sargento Georgie Ramirez quien los descubre lo que hace que la chica mienta al decir que está embarazada por lo tratará de obligar que Huey se case con ella. Benji tratará de enamorar a Dana por lo que le presumirá que su padre es capitán de un barco, por lo que decide enrolarse en la tripulación de uno junto con Victor. Huey se une a él para escapar del sargento Ramírez pero no sabe que él también trabaja en el barco. Unos condes tratan de pasar un contrabando de diamantes en unos zapatos del sargento Ramírez y las joyas son descubiertas por Huey al momento de limpiar los zapatos. Benji luego descubre que Dana está comprometida con un millonario llamado Monty, pero luego lo reachaza para regresar con él.

### Lemon Popsicle 7
- Lemon Popsicle 7: Young Love (1987) (Barquillo de Limón 7: Ardiente Juventud en Hispanoamérica, No te comes una rosca) en España). Los padres de Huey salen de vacaciones por lo que el chico toma el carro para salir a pasear con Benji y Bobby pero lo chocan en un árbol y deberán trabajar para repararlo. Consiguen trabajo en el Hotel Beachfront Hotel, aunque sus mentes y ojos se enfocan en las chicas que van conociendo. Benji se enamora de Sandy, quien está comprometida con un hombre adinerado para salvar la economía de su familia, lo que decepciona a Benji pero Bobby le presenta a Patty, quien también trabaja en el hotel, para irse a la cama con ella. Benji aunque él todavía ama a Sandy pero Patty trata de engañar a Sandy diciéndole que se aman lo que hace que ella se enoje, pero Bobby y Huey le dicen toda la verdad lo que hace que Sandy vuelva con Benji.

### Lemon Popsicle 8
- Lemon Popsicle 8: Summertime Blues (1988) (Barquillo de Limón 8: Juventud Desenfrenada en Hispanoamérica, Polo de Limón 8: El Blues del Verano en España). Huey, Bobby, y Benji andan en busca de trabajo cuando Huey sugiere arrendar el club "West Of Eden", el cual está en problemas económicos, con la mira de hacer un buen negocio. Huey descubre que Polly, la hija de los dueños del club, está enamorada de Bobby (aunque él no lo está de ella) lo que facilitará las cosas pues andan sin dinero. Polly descubre que Bobby no le corresponde y que está enamorado de Tami. Huey trata enamorar a Polly y consigue que le den el arrendamiento del club. Benji sale con Eva, quien trabaja en el bar. Una banda de moteros destruyen el bar ya que extorsionaban a los chicos para darles protección. Huey le confiesa a Polly que salía con ella solo por interés lo que la decepciona pero luego recapacitan.

### Caótico fanegas
En 2008, el programa de humor de Televisión Española "Muchachada Nui", ofreció a los televidentes un sketch en la sección "Mundo Viejuno" titulado Caótico Fanegas. Empleando diferentes escenas de la primera entrega de la saga Lemon Popsicle, Joaquín Reyes configuró una nueva narrativa que hizo que el film volviera a formar parte de la cultura popular española.

## Reparto
Nombres que recibieron en inglés y en su idioma original:
- Robert ("Bobby")/Shlomo ("Momo") - Jonathan Sagall (acreditado como Jonathan Segal).
- Benjamin ("Benji") White/Ben-Zion ("Benzi") Weiss - Yftach Katzur (acreditado como Yiftach Katzur).
- Hugie ("Huey")/Yehuda ("Yudal'e") - Zachi Noy (acreditado como Zacki Noy).
- Nikki/Nili - Anat Atzmon (Lemon Popsicle), Orna Datz (Lemon Popsicle 3).
- Sophia/Sonya - Dvora Kedar (acreditada como Ophelia Deborah Kaydar).
- Max White /Romek Weiss - Menashe Warshavsky.
- Martha/Bracha - Rachel Steiner.
- Victor/Frokie - Avi Hadash.
- Doris/Sally - Ariella Rabinovich.
- Shelly - Dafna Armoni (acreditada como Daphna Armoni).
- Sgt. Georgie Ramirez/Sgt. Shemesh - Joseph Shiloach.
- Frieda - Sybille Rauch.
- Marshmallow - Devora Bakon.
- Ginny/Gily - Stefanie Petsch.
- Ruthie - Sabrina Cheval.
- Fatima/Yafa - Alexandra Kaster.
- Dana - Petra Morzè.
- Monty/Moshe - Ronen Shilon
- Sandy/Smadi - Sonja Martin
- Patty/Etti - Sissi Pitz
- Polly - Elfi Eschke
- Tammy - Sissi Pitz
- Eva - Sybille Rauch

- Datos: Q946157
- Multimedia: Lemon Popsicle / Q946157